# Bernardo Arévalo
César Bernardo Arévalo de León ([beɾˈnaɾ.ðo aˈɾe.βa.lo], Montevidéu, 7 de outubro de 1958) é um diplomata, sociólogo, escritor e político guatemalteco. Ele é o atual presidente da Guatemala desde 14 de janeiro após derrotar a ex-primeira-dama, Sandra Torres, no segundo turno das eleições presidenciais de 2023 em 20 de agosto.
Arévalo é filho do ex-presidente da Guatemala Juan José Arévalo. Membro e cofundador do partido político Semilla, atua como deputado no Congresso da Guatemala desde janeiro de 2020. Anteriormente, atuou como Embaixador na Espanha de 1995 a 1996 e como Vice-Ministro das Relações Exteriores de 1994 a 1995.
O triunfo eleitoral de Arévalo faz dele o primeiro filho de um ex-presidente da Guatemala a também ser eleito presidente, bem como o candidato mais votado da Guatemala no século XXI, ultrapassando o ex-presidente Jimmy Morales (2016–2020).

## Infância e educação
Arévalo nasceu em 7 de outubro de 1958 em Montevidéu, Uruguai, filho de Juan José Arévalo, ex-presidente da Guatemala entre 1945 e 1951, e de sua segunda esposa, Margarita de León. Na época do nascimento de Arévalo, seu pai vivia em exílio político na América do Sul após o golpe de estado na Guatemala de 1954.
A família de Arévalo deixou o Uruguai quando ele tinha menos de dois anos e ele passou parte de sua infância morando na Venezuela, México e Chile. Foi à Guatemala pela primeira vez aos 15 anos para estudar no Liceo Guatemala, uma escola católica particular na Cidade da Guatemala.
Arévalo posteriormente formou-se na Universidade Hebraica de Jerusalém, em Israel, com bacharelado em sociologia, antes de obter o doutorado em filosofia e antropologia social pela Universidade de Utrecht, na Holanda.

## Carreira diplomática
Ingressou no Ministério das Relações Exteriores na década de 1980 como diplomata. Entre 1984 e 1986, foi o primeiro secretário e cônsul da embaixada da Guatemala em Israel e, posteriormente, atuou como ministro conselheiro de 1987 a 1988.
Em 1995, o chanceler Alejandro Maldonado nomeou Arévalo como embaixador da Guatemala na Espanha; nesse mesmo ano, apresentou suas credenciais ao rei Juan Carlos I. Em 1996, Arévalo deixou o cargo de embaixador e também do Ministério das Relações Exteriores.

## Carreira profissional
Após deixar a carreira de diplomata, Arévalo integrou o conselho de administração, além de ter exercido a função de presidente do Centro Regional de Pesquisas da Mesoamérica. A partir de 1999, Arévalo ocupou vários cargos na Interpeace, incluindo assessoria em construção da paz e resolução de conflitos na África, Ásia e América Latina.
Além de seu trabalho de manutenção da paz, Arrévalo também trabalhou como conselheiro de organizações como as Nações Unidas, o Instituto da Paz dos Estados Unidos e a Universidade de San Diego. Ele escreveu livros e artigos sobre temas como história, política, sociologia e diplomacia.

## Carreira política
Em 2015, Arévalo participou dos protestos guatemaltecos de 2015 exigindo a renúncia do então presidente Otto Pérez Molina. Logo após os protestos, Arévalo estava entre um grupo de intelectuais que formou o Semilla, um think tank que posteriormente se transformou no partido político Movimiento Semilla em 2017.
Arévalo foi anunciado como o candidato preferido de Semilla para as eleições presidenciais de 2019, mas acabou recusando a candidatura. Ele foi sucedido por Thelma Aldana, que acabou sendo proibida de concorrer. Arévalo, em vez disso, concorreu como candidato ao Congresso na lista nacional e foi eleito deputado, tomando posse em 14 de janeiro de 2020. Como congressista, atuou em vários comitês, incluindo os de relações exteriores, governança, direitos humanos, segurança nacional e defesa nacional. Ele também liderou o bloco parlamentar Semilla entre 2020 e 2022.
Em 2022, foi eleito secretário-geral de Semilla, sucedendo a Samuel Pérez Álvarez.

## Campanha presidencial 2023
Em 22 de janeiro de 2023, Arévalo foi anunciado como o candidato presidencial de Semilla para a eleição de 2023, concorrendo ao lado de Karin Herrera como sua vice-companheira de chapa. Ele foi oficialmente registrado pelo Tribunal Superior Eleitoral em 16 de fevereiro de 2023. Durante sua campanha, seus partidários se referiam a ele como "Tío Bernie" (trad. Uncle Bernie), em referência tanto ao seu nome quanto à sua semelhança com o político americano e ex-candidato presidencial Bernie Sanders.
A campanha de Arévalo se concentrou em abordar a corrupção e a insegurança do estado na Guatemala, além de gerar oportunidades de emprego e promover políticas de mudança climática.
Durante o primeiro turno da eleição de 2023, Arévalo ficou em segundo lugar entre os candidatos com mais de 600 000 votos, e foi colocado no segundo turno com Sandra Torres, ex-primeira-dama da Guatemala e candidata do partido Unidade Nacional da Esperança. A segunda colocação de Arévalo foi descrita como uma "surpresa" pelo El País e pela BBC News. Semilla também recebeu grande parte dos votos, posicionando-se como o terceiro maior partido no Congresso da Guatemala, no Parlamento Centro-Americano e no Município da Cidade da Guatemala.
Membros do Congresso dos Estados Unidos pediram a Joe Biden que imponha sanções aos responsáveis por "ameaçar a democracia" na Guatemala e expressaram preocupação com as ações que estão sendo tomadas contra a candidatura de Arévalo. Vinte ex-líderes da Espanha e da América Latina emitiram uma declaração conjunta condenando as tentativas feitas para desqualificar Arévalo das eleições, e compararam-na à recente desqualificação da líder da oposição venezuelana María Corina Machado.

## Posições políticas
Reivindica o legado político de seu pai Juan José Arévalo e do ex-presidente Jacobo Árbenz. Descreveu-se como "social-democrata" e é a favor de um sistema republicano e democrático. Ele acredita em um Estado que garanta a justiça social e a propriedade privada e manifesta interesse em estabelecer um novo pacto fiscal e fortalecer a seguridade social.

### Educação
Uma das promessas de campanha de Arévalo é adotar um sistema de educação pública “radicalmente diferente”. Ele pretende abordar as más condições encontradas nas escolas primárias e secundárias, investindo 110 bilhões de quetzais, que iriam para a criação de 70 mil novas salas de aula, 29,5 milhões de livros escolares, 36 mil novos banheiros para professores e alunos e bolsas mensais de 600 quetzais para estudantes.

### Saúde
Arévalo favorece a saúde universal. Ele propõe um orçamento governamental de 61 bilhões de quetzais para cobrir 7 milhões de pessoas através da construção de 400 novos postos de saúde e 50 centros de saúde para regiões com mais de 15 mil residentes e áreas rurais isoladas.
Arévalo também se compromete com a construção de um hospital público especializado no tratamento do câncer.

### Política estrangeira
Arévalo é a favor da melhoria das relações comerciais com a China, mas também deseja manter relações diplomáticas com Taiwan. No dia 20 de julho, em entrevista à República, reafirmou o seu interesse em construir uma relação com a China baseada no "desenvolvimento e expansão" das relações económicas.
Arévalo condenou os governos da Nicarágua e da Venezuela, e os descreveu como “sistemas ditatoriais”. Em março de 2022, Arévalo foi o relator de uma proposta legislativa que procurava instar o presidente Alejandro Giammattei a tomar medidas contra a Rússia pela sua invasão da Ucrânia. A proposta incluía o cancelamento da licença de mineração da Compañía Guatemalteca de Níquel, empresa de mineração de níquel que é propriedade da empresa russa Solway Investment Group. Além disso, a legislação previa o cancelamento do contrato com o governo russo no que diz respeito às vacinas, Sputnik V.

## Vida pessoal
Foi casado três vezes. Em 1983 casou-se com a cidadã argentina Teresa Lapín Ganman; eles se divorciaram em 1992. No ano seguinte, Arévalo casou-se com Eva Rivara Figueroa, também diplomata, com quem teve duas filhas. Desde 2011, Arévalo é casado com Lucrecia Peinado. Ele tem seis filhos.
Além do espanhol nativo, Arévalo fala inglês, hebraico, francês e português.

## Honras
- Ordem da Águia Asteca (México, 1995)[38]